# سیارک ۴۸۲

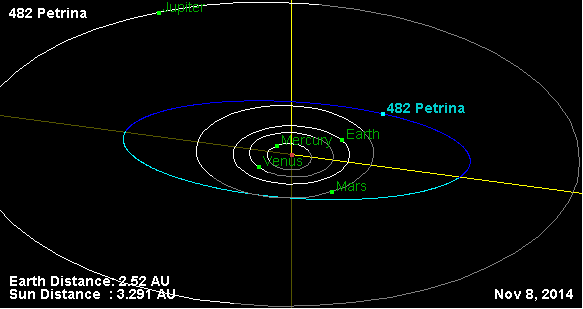
نمایی از محل قرارگیری سیارک ۴۸۲ در مدار – ۲۰۱۴

سیارک ۴۸۲ (به انگلیسی: 482 Petrina، نامگذاری:1902HT) چهارصد و هشتاد و دومین سیارک کشف شده‌است که در ۳ مارس ۱۹۰۲ و در هایدلبرگ کشف شد.
قدر مطلق سیارک برابر ۸٫۸۴ است.